# Américo de Campos
Américo de Campos là một đô thị ở bang São Paulo, Brasil. Américo de Campos có dân số (năm 2007) là 5379 người, diện tích là 253,849 km², mật độ dân số 22 người/km². Đô thị này nằm ở độ cao 471 m, cách thủ phủ bang São Paulo 533 km. Américo de Campos nằm ở khu vực khí hậu cận nhiệt đới. Theo điều tra năm 2000, Américo de Campos này có:
- Tổng dân số 5594 người, trong đó, dân số thành thị: 4388, nông thôn: 1206 người.
- Nam giới: 2804, nữ giới: 2790 người.
- Mật độ dân số 22,03 người/km².
- Tuổi thọ: 71,79 năm.
- Tỷ lệ trẻ dưới 1 tuổi tử vong (trên 1 triệu): 14,82
- Tỷ lệ biết đọc biết viết: 87,3% dân số.
- Chỉ số phát triển con người: 0,774
- Tỷ lệ sinh (trẻ/bà mẹ): 1,95

Đô thị này giáp các đô thị: Cosmorama, Palestina, Pontes Gestal và Alvares Florense